# Лежа (округ)

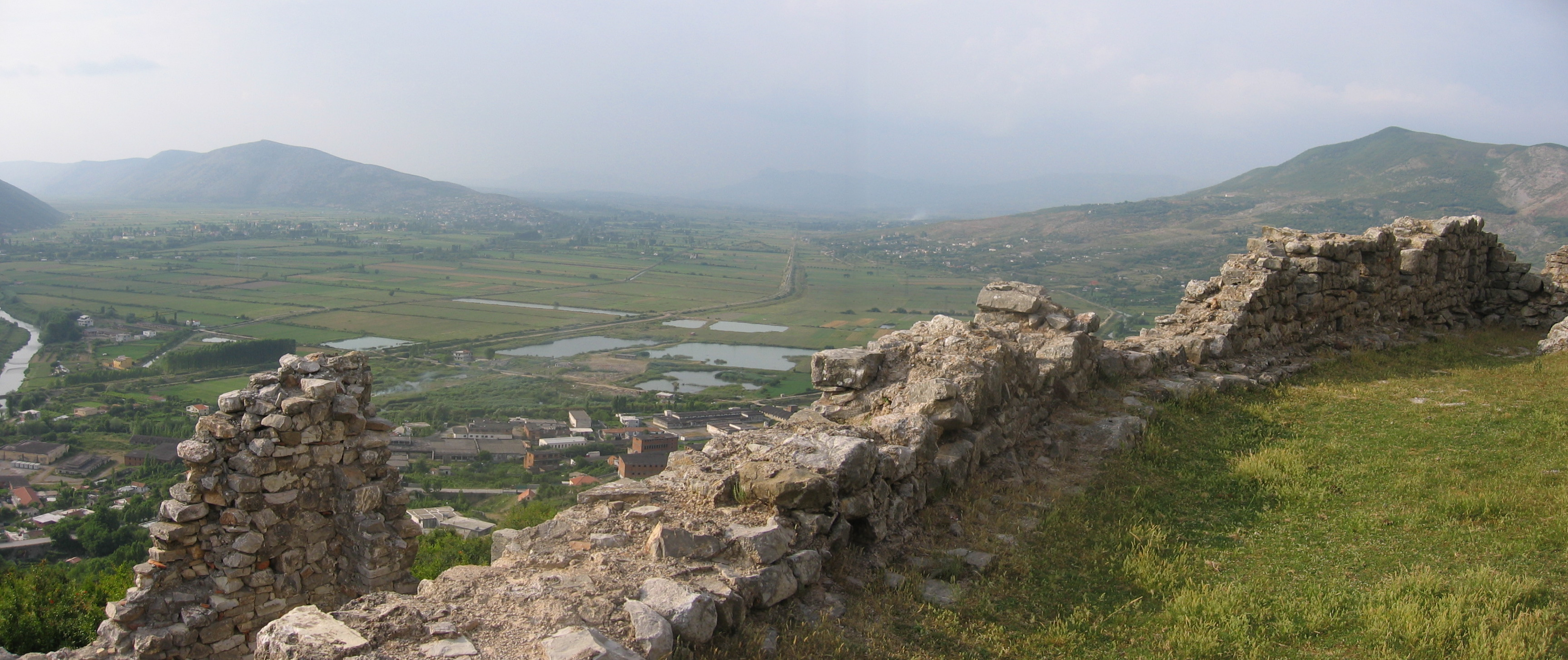
Вид на рівнину Задріма із замку Ськандербега в місті Лежа

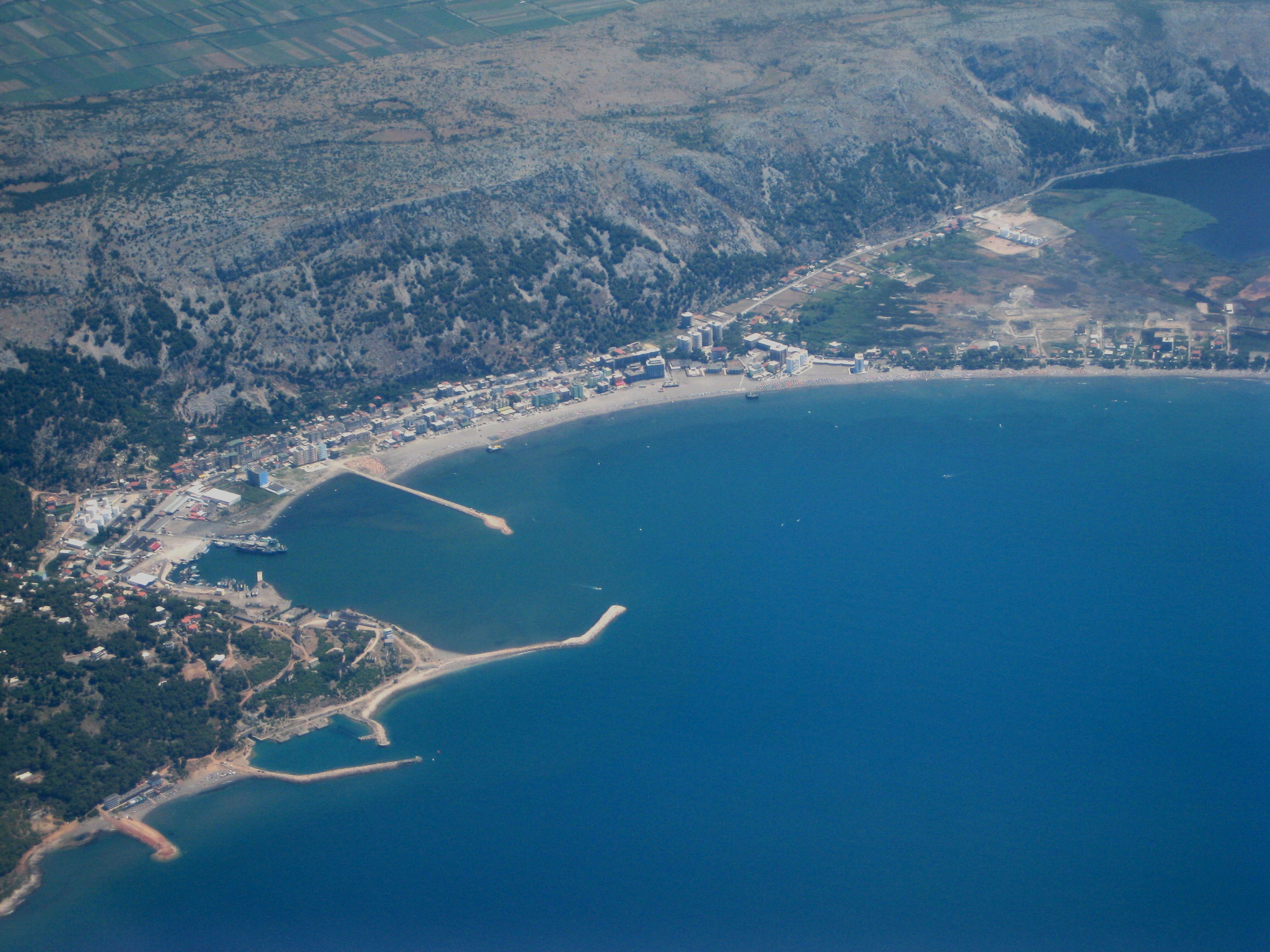
Порт Шенгін

Лежа (алб. Rrethi i Lezhës) — один з 36 округів Албанії, розташований на північному заході країни.
Округ займає територію 437 км² і відноситься до області Лежа. Адміністративний центр — місто Лежа.
Близько чверті населення сповідують католицизм.

## Географічне положення
Округ Лежа розташований на північному заході Албанії на узбережжі Адріатичного моря і східних відрогах гір Мірдіта. На півночі кордон округу утворює річка Мати, на півночі тече Дрин.
Східна частина округу покрита пагорбами, на схід від міста Лежа і на крайньому північному сході округу пагорби досягають у висоту 1170 м (Maja e Velës), а у Лежі підступають до самого моря.
Від Лежі в північно-західному напрямку вздовж узбережжя Адріатики простяглися дві вузькі ланцюга пагорбів заввишки по 400 м. Північніше Лежі знаходиться південна частина родючої рівнини Задріма, що простягається до головного рукава Дрина майже до міста Шкодер.
Рівнину Задріма з півночі на південь перетинає приплив Дрина (Drini i Lezhës), що протікає у міста Лежа по проходу між північно-албанськими горами та прибережної ланцюгом пагорбів. На захід Лежі знаходиться болотиста місцевість Kune-Vain і гирло Дрина з численними лагунами і болотами.

## Економіка і промисловість
Як і в інших районах Албанії, після падіння соціалістичного ладу багато галузей промисловості занепали. У місті Лежа традиційно проводяться сільськогосподарські ярмарки. Велике значення для економіки округу має туризм. Морське узбережжя приваблює влітку безліч туристів з Косово і сусідніх округів. Найвідоміші пам'ятки — замок і могила національного героя Албанії — Скандербега.

## Транспорт
Через місто проходить недавно побудований автобан Фуше-Круя — Тирана — Шкодер. Крім того, у селищі Шенгін (Shëngjin) знаходиться невеликий порт, єдиний в Північній Албанії. Через Лежу проходить також ділянка албанської залізниці, що веде в Чорногорію. Тим не менш, багато сіл як і раніше залишаються відрізаними від транспортних шляхів.

## Адміністративний поділ
Територіально округ розділений на місто Лежа і 9 громад: Balldren, Blinisht, Dajç, Kallmet, Kolsh, Shëngjin, Shënkoll, Ungrej, Zejmen.